# Personalausweis (DDR)
Der Personalausweis für Bürger der Deutschen Demokratischen Republik (PA) löste als amtliches Ausweisdokument infolge der Einführung der Staatsbürgerschaft der DDR im Jahr 1967 den zuvor in der SBZ und ab 1949 in der DDR ausgegebenen Deutschen Personalausweis (DPA) ab. In Ost-Berlin wurde wegen des Viermächtestatus bis 1953 der „Behelfsmäßige Personalausweis“ (wie in West-Berlin bis 1990) ausgegeben, danach der DDR-Personalausweis.

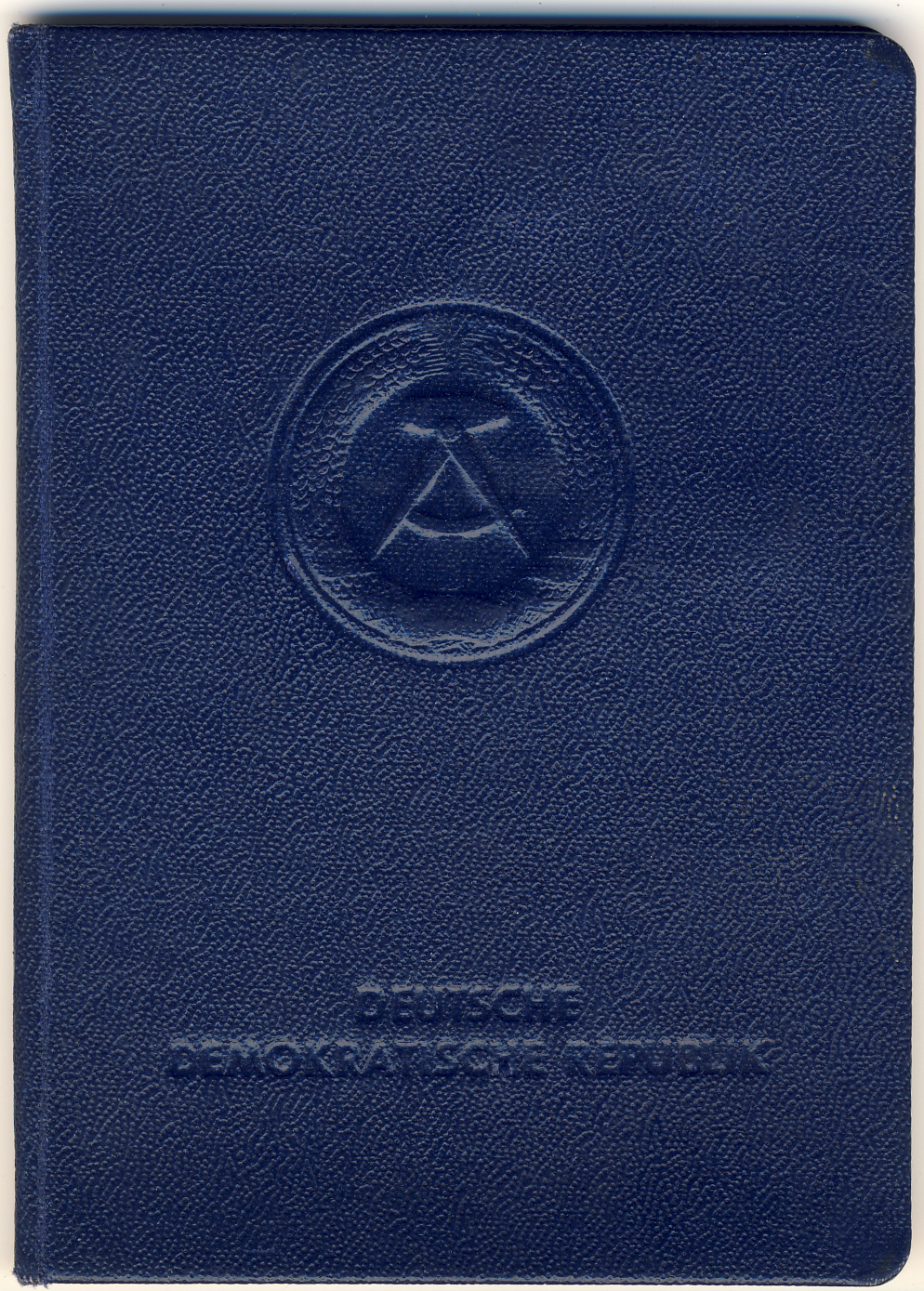
Der Personalausweis für DDR-Bürger von 1954, Papierformat 78 mm × 108 mm (etwa A7)

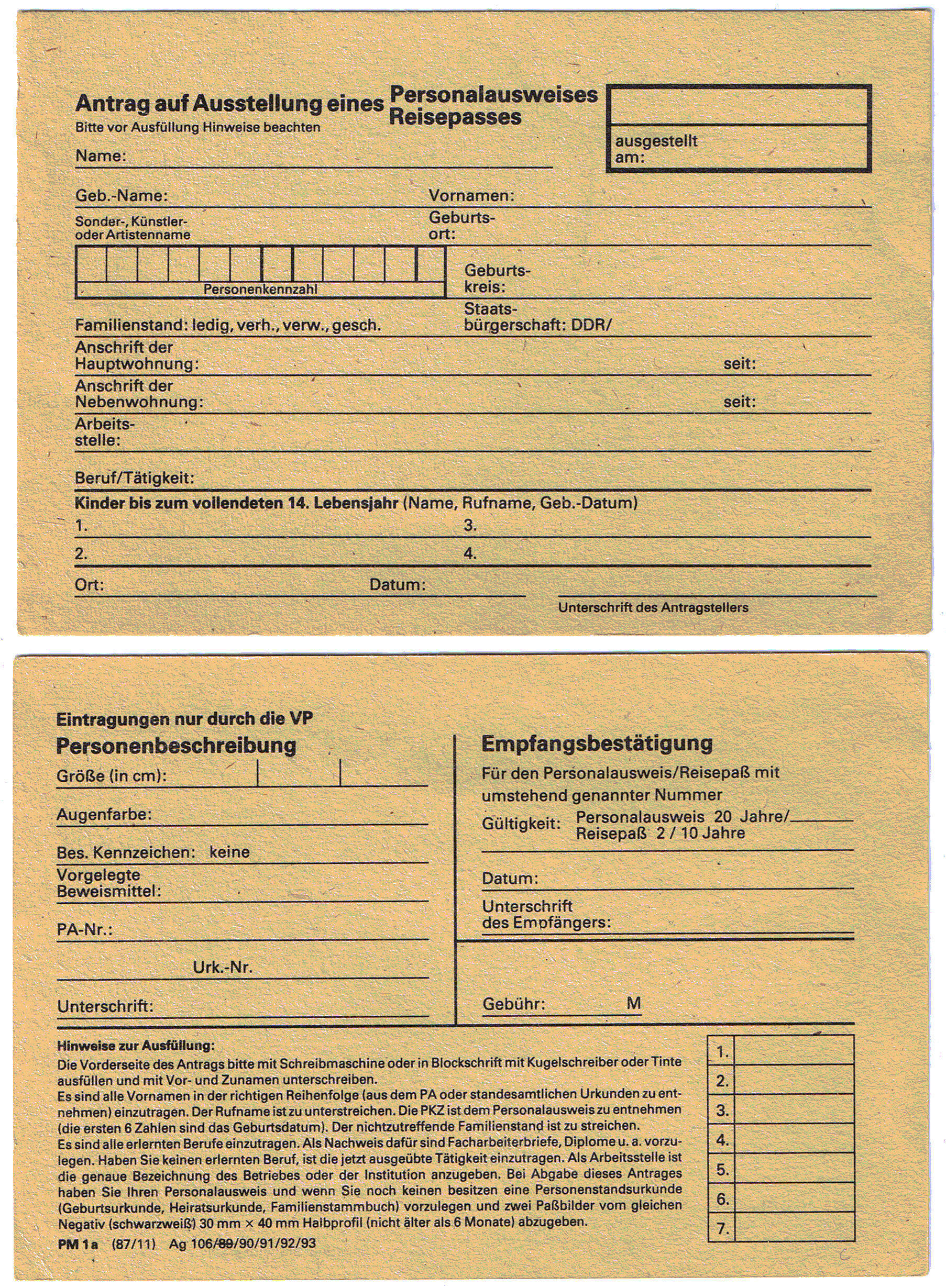
Antragsformular und zugleich Stammkarte (Karteikarte A5)

Jeder Bürger der DDR war ab dem 14. Geburtstag im Besitz seines Personalausweises. Zur Antragstellung wurde die Geburtsurkunde benötigt. Bis zum 14. Lebensjahr konnten die Eltern einen Kinderausweis beantragen, mit dem in der Zeit des visafreien Reiseverkehrs auch Reisen in die ČSSR und nach Polen möglich waren.
Der Ausweis hatte in seiner frühen Version zwanzig Seiten in einem Kunststoffeinband, die spätere Version besaß nur noch zwölf Seiten in einem Einband aus Karton und hatte einen durchsichtigen Schutzumschlag. Neben den üblichen persönlichen Daten und einem Passbild enthielt der Personalausweis seit 1970 eine Personenkennzahl (PKZ), die auch bei Ausstellung eines neuen Personalausweises gleich blieb. Weiterhin wurden Kinder, Änderungen der Anschrift und des Familienstandes, Gültigkeits- und andere Vermerke eingetragen. Bei Grenzübertritt erhielt man teilweise einen Stempel der jeweiligen Grenzübergangsstelle. Bei häufigen Auslandsreisen wurde an die letzte Seite ein Faltpapier (offiziell „Einkleber“, umgangssprachlich „Ziehharmonika“) geklebt, das neben Grenzstempeln auch andere Eintragungen wie einen Nachweis des Geldumtauschs enthalten konnte, die mit einem Auslandsaufenthalt zusammenhingen.
Laut Gesetz (Verordnung über die Personalausweise der DDR (Personalausweisordnung)) stellte der Personalausweis das wichtigste Dokument des DDR-Bürgers dar. Dieser hatte ihn immer bei sich zu tragen und auf Verlangen vorzuzeigen. Der Ausweis war grundsätzlich zunächst zehn, später zwanzig Jahre gültig, bei Jugendlichen bis zu einer zu großen Abweichung des Aussehens vom Passbild. Die neuen, etwa 1978 eingeführten und zwanzig Jahre gültigen Vordrucke boten Raum für bis zu drei Passbilder.
Während des Wehrdienstes musste der Personalausweis auf der für den Hauptwohnsitz zuständigen Meldestelle der Volkspolizei hinterlegt werden. Seine Funktion übernahm dann der Wehrdienstausweis.
Bei Verlust des Personalausweises konnte ein vorläufiger Personalausweis (PM 12) ausgestellt werden. Darüber hinaus konnten zur stärkeren Kontrolle verbunden mit einem Reiseverbot auch politisch Missliebige (z. B. aus der oppositionellen Jugendkultur wie der Blueser- bzw. Kundenszene) oder Ausreiseantragsteller und Haftentlassene mit Auflagen statt eines Personalausweises einen PM 12 bekommen. Der PM 12 berechtigte in Zeiten des visafreien Reiseverkehrs nicht zum Grenzübertritt. Inhaber des PM 12 mussten im Regelfall Auflagen erfüllen, zum Beispiel eine Meldepflicht bei der Polizei. Der PM 12 bedeutete oft das Verbot, bestimmte Orte zu verlassen oder aufzusuchen beziehungsweise den Arbeitgeber zu wechseln. Der Name ergab sich aus dem Pass- und Meldewesen und der Nummer (12) des Formulars.

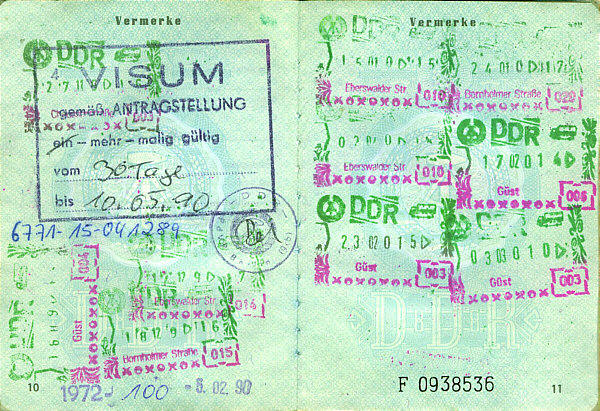
Seiten 10 und 11 mit Visum vom Tag nach der Grenzöffnung und Stempeln von Grenzübergangsstellen nach West-Berlin

Nach dem Mauerfall in Berlin am 9. November 1989 erfolgten auch Visaeinträge in den Personalausweis: Einige Tage nach der Maueröffnung wurden schrittweise wieder Grenzkontrollen an den dortigen Übergängen aufgenommen; Ausreisevisa wurden jedoch DDR-Bürgern ohne Formalitäten und zum Teil von zusätzlich eingerichteten Hilfsstellen bei der Deutschen Reichsbahn in Grenznähe (z. B. Bahnhof Flughafen Berlin-Schönefeld) in den Personalausweis eingestempelt. Seit dem 1. Februar 1990 benötigten nach einem neuen Reisegesetz zwar Inhaber eines DDR-Reisepasses kein Ausreisevisum mehr, hingegen berechtigten Personalausweise nach wie vor nur mit Ausreisevisum zur Ausreise. Während des Zeitraums zwischen der Maueröffnung und dem Inkrafttreten des Einigungsvertrages wurde der Personalausweis der DDR zudem für Einträge der Auszahlungsstellen des Begrüßungsgeldes und schließlich im Zuge der Währungsunion für die Anbringung von Vermerken zur Kontenanmeldung genutzt.
Der Personalausweis der DDR wurde von den meisten westlichen Staaten ab den 1970er Jahren auch ohne Visum als Ausweisdokument akzeptiert. Im wiedervereinigten Deutschland behielt er seine Gültigkeit als Personalausweis bis zum 31. Dezember 1995.

## Galerie

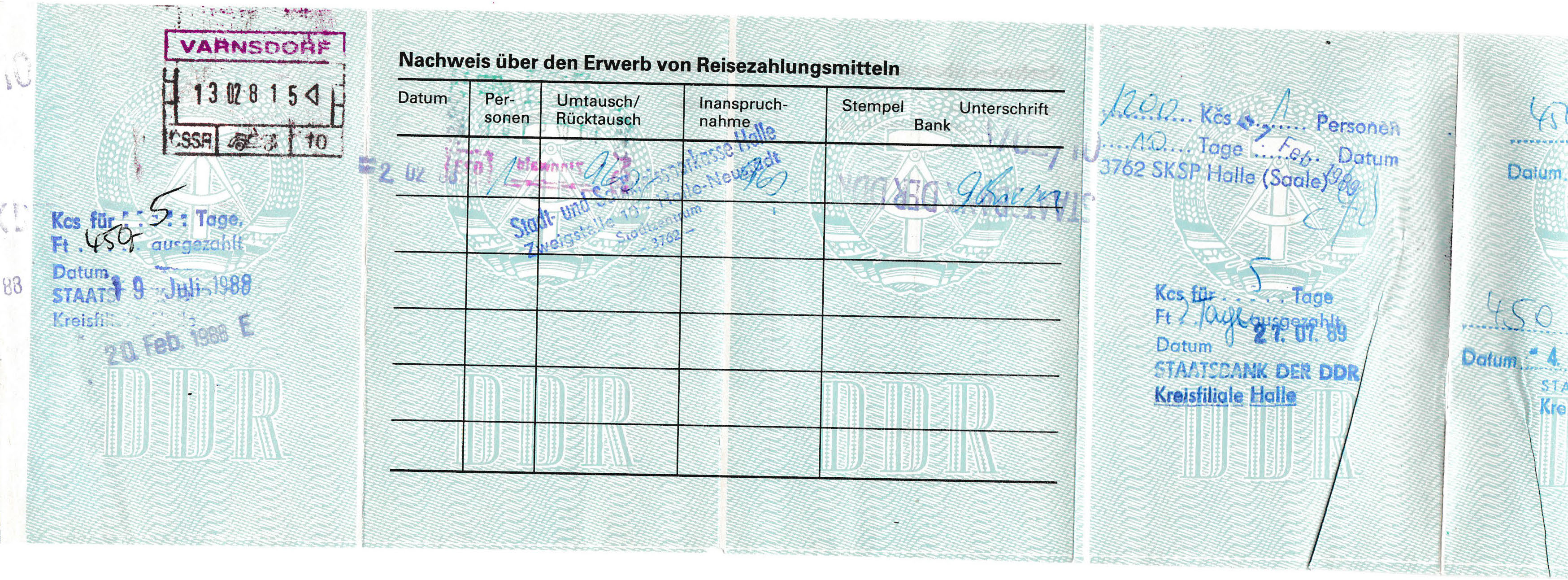
„Ziehharmonika“, Einlage in den Personalausweis der DDR

1954 ausgestellter Personalausweis
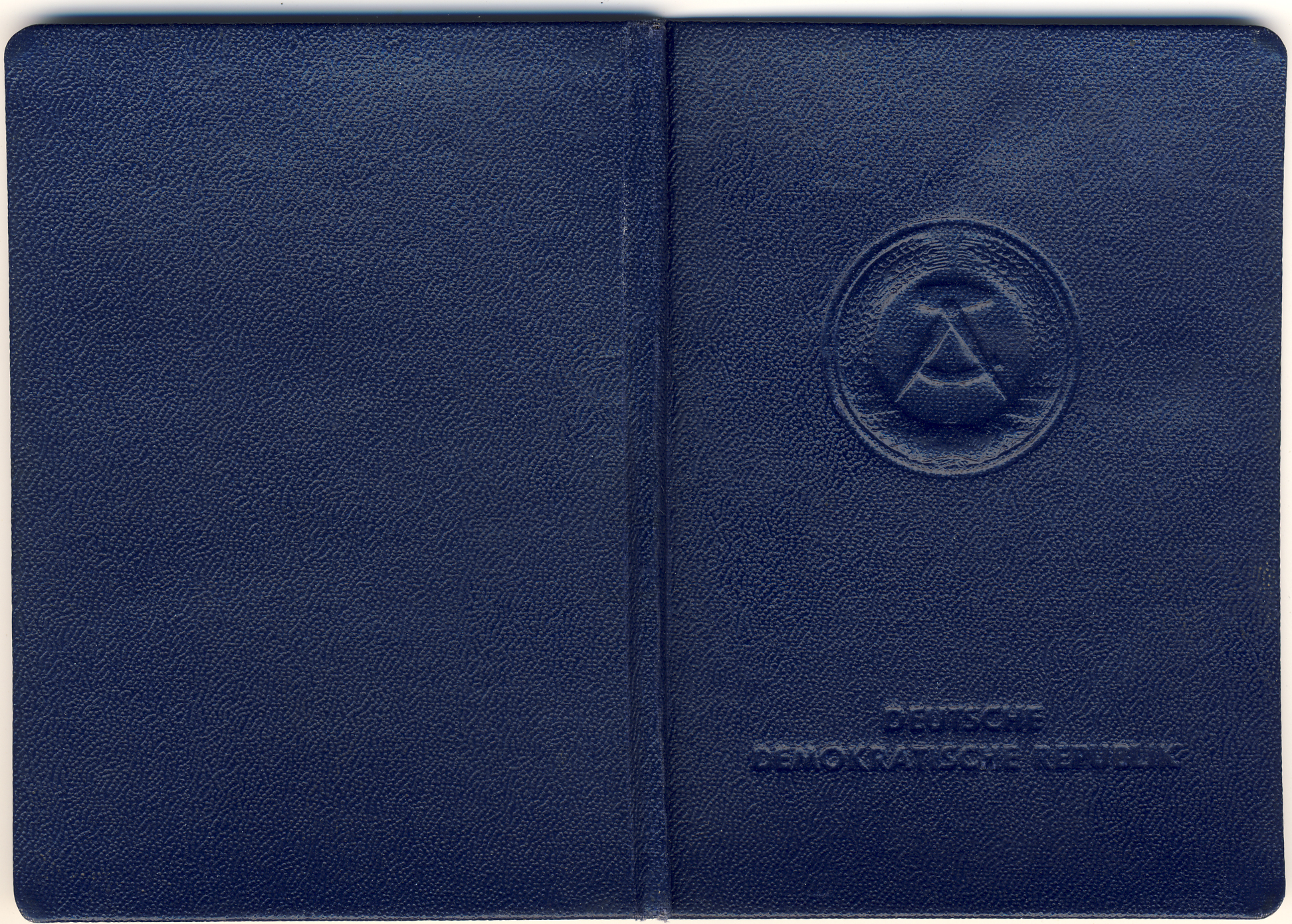
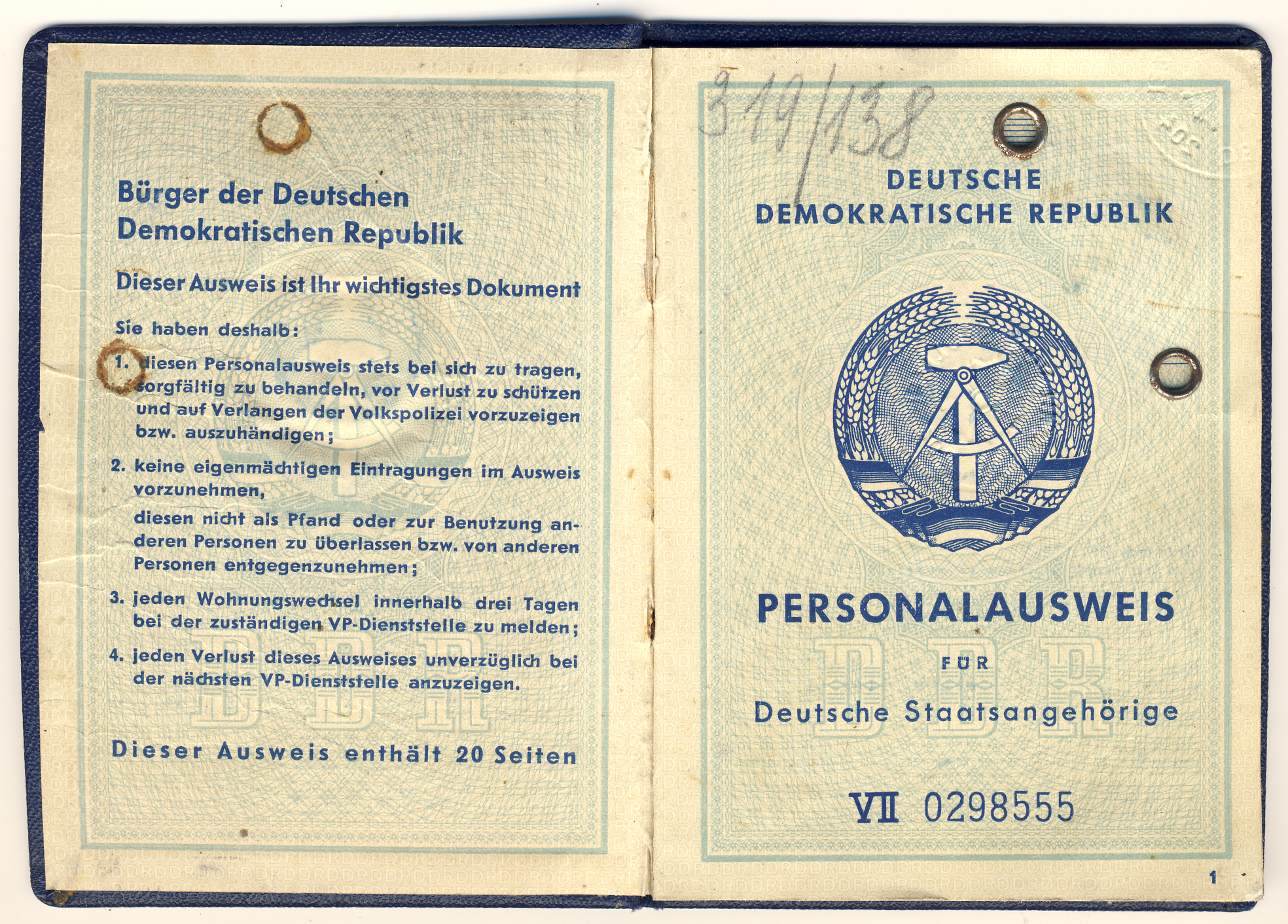
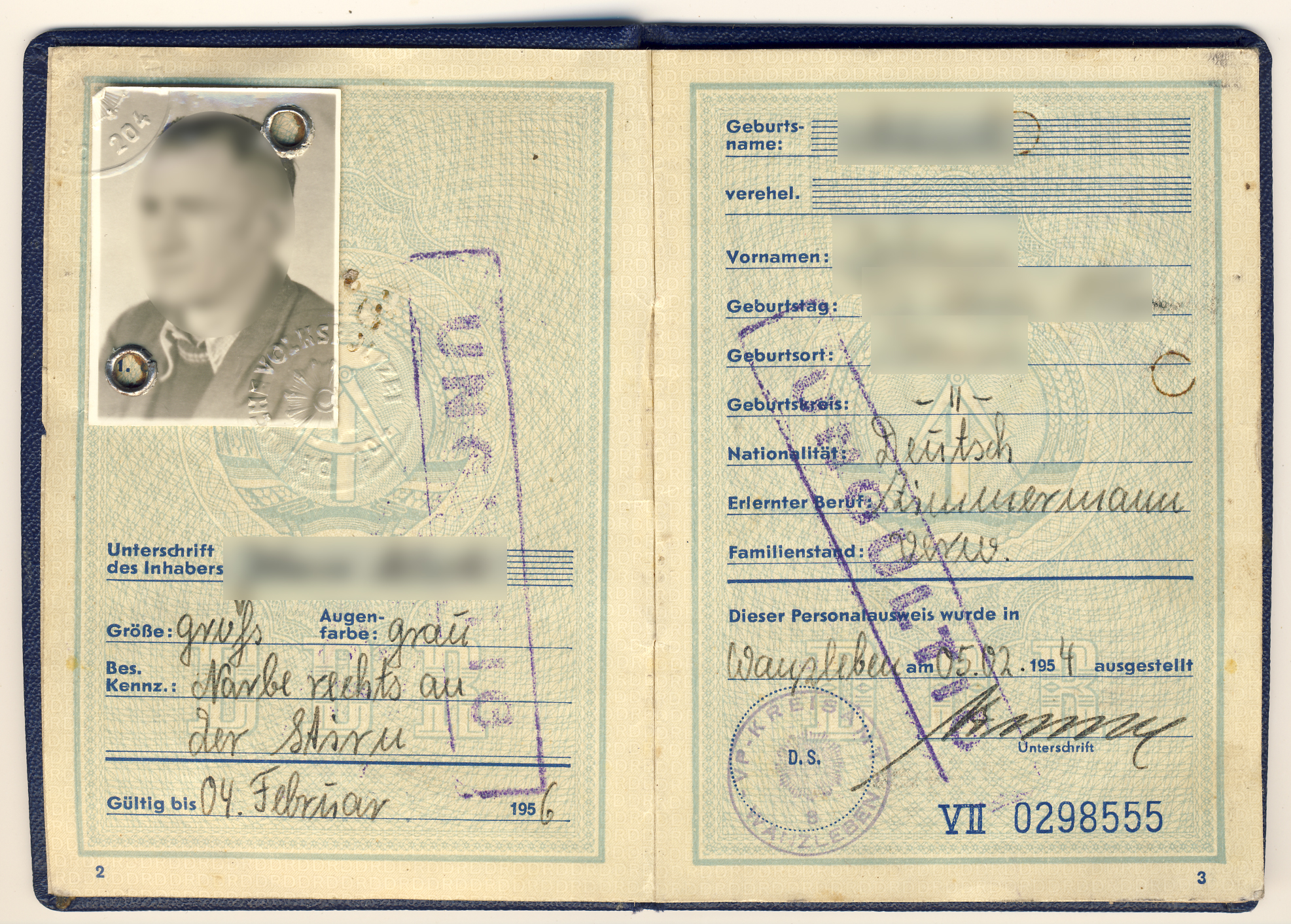
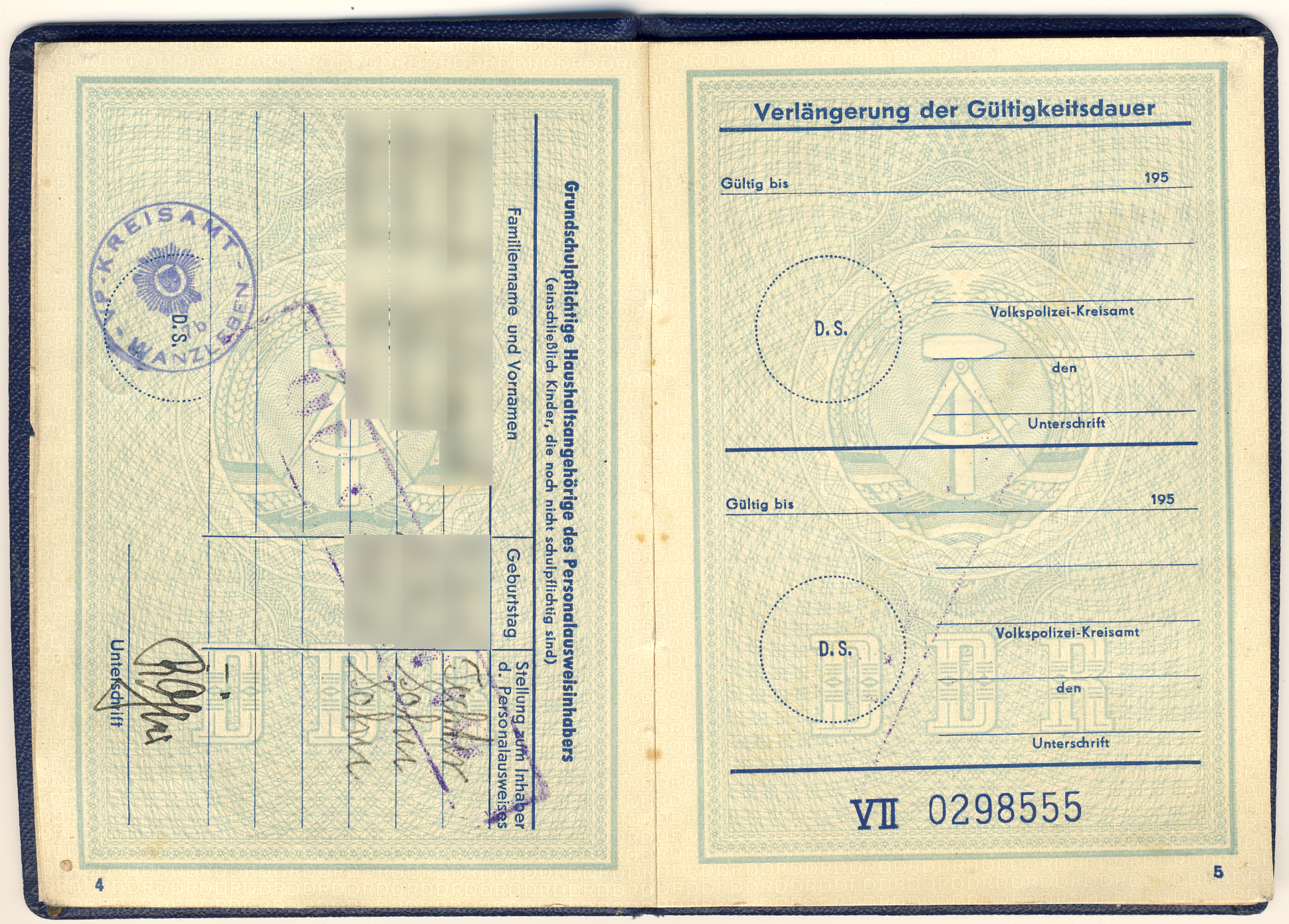
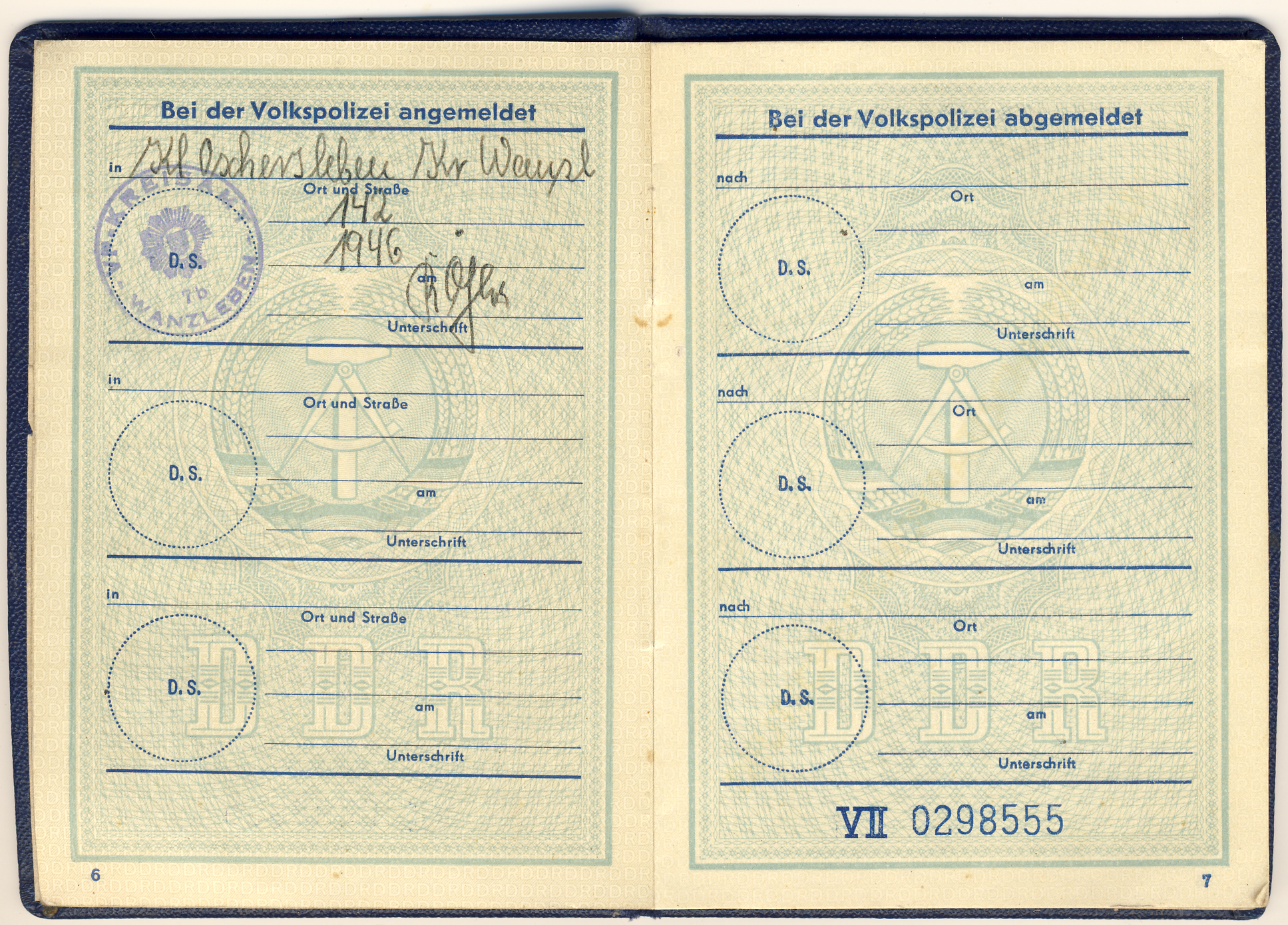
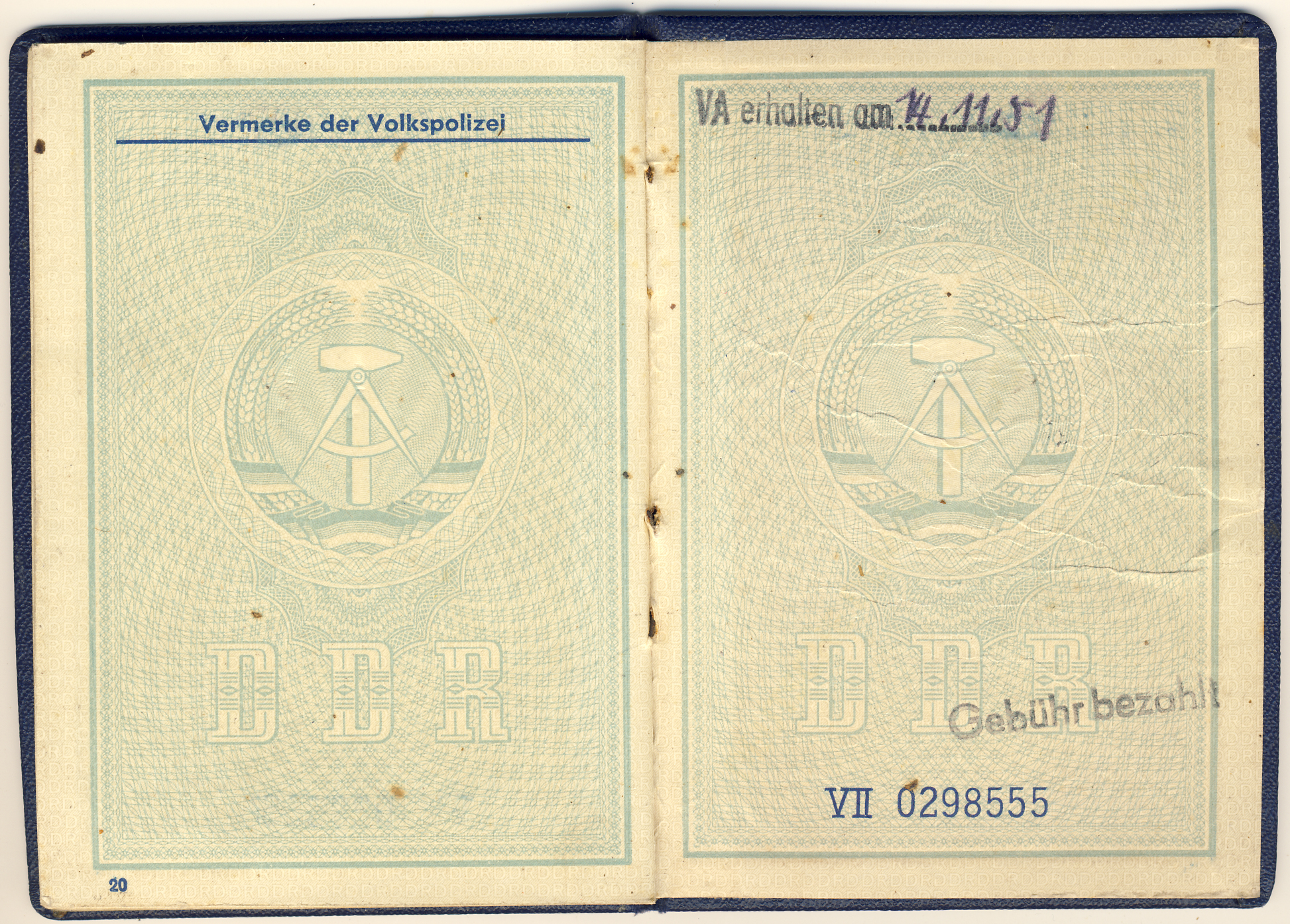